# لويس ألبانيز
لويس ألبانيز (بالإنجليزية: Lewis Albanese)‏ هو جندي أمريكي، ولد في 27 أبريل 1946 في كورنيدو فيسينتينو في إيطاليا، وتوفي في 1 ديسمبر 1966 في فيتنام.